# Bruce Spence
Bruce Spence (Auckland, Nova Zelândia, 17 de setembro de 1945) é um ator, tendo passado maior parte da carreira na Austrália.
Bruce é mais conhecido pelo seu papel de "Gyro" no filme Mad Max 2, em sua sequência  Mad Max, Além da Cúpula do Trovão e na atual série Legend of the Seeker como "Zedd".

Ele também já dublou no desenho  Procurando Nemo e atuou nos filmes  O Senhor dos Anéis: O Retorno do Rei,  Matrix Revolutions e  Star Wars 3: A Vingança dos Sith.

## Filmografia
- Stork (1971) .... Graham 'Stork' Wallace
- Certain Women (1973) Série .... Julius 'Big Julie'
- Three Old Friends (1974)
- The Cars That Ate Paris (1974) .... Charlie
- The Firm Man (1975) .... Mensageiro
- The Great Macarthy (1975) .... Bill Dean
- Let the Balloon Go (1976) .... Chief Gifford
- Oz (1976) .... Bass player/Blondie the Surfie
- Mad Dog Morgan (1976) .... Heriot
- Eliza Fraser (1976) .... Bruce McIver
- Barnaby and Me (1977) (TV) .... Tall Baddie
- Newsfront (1978) .... Redex trial driver
- Dimboola (1979) .... Morrie McAdam
- Double Deal (1981) .... Doug Mitchell
- And Here Comes Bucknuckle (1981) Séroie
- Mad Max 2 (1981) .... The Gyro Captain
- Deadline (1982) (TV) .... Towie
- The Return of Captain Invincible (1983) (uncredited) .... Cientista louco
- Midnite Spares (1983) .... Wimpy
- Buddies (1983) .... Ted
- Pallet on the Floor (1984) .... Basil Beaumont-Foster
- Wo die grünen Ameisen träumen (Where the Green Ants Dream) (1984) .... Lance Hackett
- Mad Max: Além da Cúpula do Trovão (1985) .... Jedediah the Pilot
- Great Expectations, the Untold Story (1986) (TV) .... Joe Gargery
- Bullseye (1987) .... Purdy
- The Year My Voice Broke (1987) .... Jonah
- The Dirtwater Dynasty (1988) (mini) TV Series .... Lonely Logan
- Bachelor Girl (1988) .... Alistair Dredge Jr
- Rikky and Pete (1988) .... Ben
- Zucker (1989) (TV)
- Tanamera - Lion of Singapore (1989) (mini) TV Series .... Hammond
- Dearest Enemy (1989) Série .... Lenny (1989/1992)
- ...Almost (1990) .... Ronnie
- The Shrimp on the Barbie (1990) .... Wayne
- Sweet Talker (1991) .... Norman Foster
- Halfway Across the Galaxy and Turn Left (1992) Série .... The Chief
- Hercules Returns (1993) .... Sprocket
- Ace Ventura 2: Uma maluco na África (1995) .... Gahjii
- The Munsters' Scary Little Christmas (1996)
- Return to Jupiter (1997) Série .... Ed Unit
- Halifax f.p: Isn't It Romantic (1997) (TV) .... Eric Washburn
- Cidade das Sombras (1998) .... Mr. Wall
- Moby-Dick (1998) (TV) .... Elijah
- Queen of the Damned (2002) .... Khayman
- Inspector Gadget 2 (2003) .... Baxter
- Enter the Matrix (2003) .... Trainman
- Procurando Nemo (2003) (voz) .... Chum
- Matrix Revolutions (2003) .... Trainman
- O Senhor dos Anéis: O Retorno do Rei (2003) .... Mouth of Sauron
- Peter Pan .... Cookson
- The Brush Off (2004) (TV) .... Philip Veale
- Star Wars III: A Vingança dos Sith (2005) .... Tion Medon
- Aquamarine .... Leonard
- RAN (Remote Area Nurse) (2006) .... Vince
- Solo (2006) .... Kennedy
- Nightmares & Dreamscapes (2006) TV .... Hans Morris
- Equal Opportunity (2006) TV .... Death
- Legend of the Seeker (2008) TV .... Zeddicus Zu'l Zorander
- Double The Fist (2008) TV .... Mayor McCarthy
- Austrália .... DR Barker
- All Saints (2009) TV .... Barry Goldsworthy
- As Crônicas de Nárnia: A Viagem do Peregrino da Alvorada (2010) .... Lord Rhoop